# Lasse Braun
Lasse Braun, nacido como Alberto Ferro (Argel, 1936 - Roma, 16 de febrero de 2015), fue un director de cine ítalo francés, hijo de un diplomático italiano y padre del también director de cine porno, Axel Braun.

## Biografía
Reconocido en los años setenta como "El Rey del Porno" por las revistas y periódicos del mundo, desarrolló su carrera principalmente en Suecia y allí decidió en 1966 adoptar el seudónimo que hasta ahora lo identifica.
Director, escenógrafo y escritor, graduado en Derecho, Lasse Braun personificó con su personalidad el espíritu de la revolución sexual que se inició en los años setenta. Desde 1962 hasta 1977 trabajó por la legalización de la pornografía. Su estrategia se basó inicialmente en la ley de mercado logrando con ello que el material pornográfico fuese popular a nivel de masas y en forma tal, que la legalización fue inevitable.
En 1964 se trasladó a Escandinavia con el fin de lograr a través de uno de los legisladores europeos el documento oficial aboliendo la censura sobre la representación de la sexualidad, eliminando con ello el delito de "ultraje al pudor" (faltas a la moral pública) que impedía la libertad de expresión sobre la sexualidad explícita. En junio del año de 1969, Dinamarca se convirtió en la primera nación del mundo en legalizar la pornografía.
En 1967 Lasse Braun fundó en Estocolmo la AB BETA FILM y en 1971 conoció a Reuben Sturman, el inventor de los peepshow norteamericanos, quien se convertirá en su socio. En 1977, después de quince años de lucha, represión, sucesos y litigios, Lasse Braun dejó de militar y siguió como director y escritor. Citado entre los libros más importantes y artículos de fondo sobre el fenómeno de la pornografía y de la revolución sexual, escribió, dirigió y produjo un gran número de películas hard-eróticas representando todos los aspectos de la sexualidad, así como los considerados como perversiones por la moral pública. Entre los títulos más conocidos se encuentran películas de culto como French Blue (el primer film hard que se presentó al Festival de Cannes, 1974), Sensations (1975), Mi amor por Ángela (1976) y Mi amor por Sofía (1980).
En 1999, en Hollywood, Lasse Braun creó su sitio web para mantenerse en contacto con sus innumerables admiradores.
En este tiempo escribió también obras de sexología y antropología en inglés, francés y varias novelas. Entre estas últimas: Las Noches de Palermo (un thriller de mafia, sexo y droga) y Lady Caligola (una extensa novela sobre la Roma antigua de 800 páginas), traducida a varios idiomas, que fue publicada en Bulgaria y presentada a la feria del libro de Sofía a finales de mayo de 2008. En Italia se publicó en noviembre de 2008.